# Poerua (rivière)
La rivière Poerua (anglais : Poerua River) est le nom de deux rivières de la région de la West Coast de l’Ile du Sud de la Nouvelle-Zélande.

## Géographie
La rivière Poerua du nord s’écoule du lac Poerua (en) dans la rivière Crooked, qui mène au lac Brunner.
La rivière Poerua du sud s’écoule de sa source dans les Alpes du Sud vers la Mer de Tasman près de la ville de Hari Hari.
La rivière est un lieu de pèche à la truite et aux saumons et son embouchure est proche de sa rencontre avec la rivière Hinatua et située à peine un kilomètre au sud de l’embouchure de la rivière Wanganui.

## Histoire
Le matin du 6 octobre 1999, un glissement de terrain provenant du Mont Adams (en) bloqua la rivière Poerua, créant un barrage naturel à environ 11 km en amont du pont de la route nationale 6, qui franchit la rivière. Malgré la crainte d’inondations et d’autres dommages, il y eut relativement peu d’impact quand le barrage se rompit six jours plus tard, bien que d’importantes quantités de gros graviers furent déposés en aval et que le cours de la rivière en fut changé de place.